# Vat Yotkeo
Vat Yotkeo là ngôi chùa ở Lào được xây dựng dưới thời trị vì của Vua Sai Setthathirath. Chùa này bị người Thái phá hủy vào năm 1828, vốn là thế lực đã thiêu rụi và cướp phá kinh thành Viêng Chăn sau sự thất bại của vị vua cuối cùng thuộc vương triều Viêng Chăn xứ Lan Xang là Chao Anouvong.
Chùa được nhóm công nhân phát hiện vào tháng 4 năm 2006 trong quá trình xây dựng một con đường lớn. Phần tàn tích còn lại bao gồm chánh điện, đồ gốm, mái ngói và nhiều tượng Phật khác nhau. Thư viện trước đây từng  được chỉ định là công trình lịch sử theo chiếu chỉ của Quốc vương Lào trong thập niên 1930. 